# Ornette Coleman
Randolph Denard Ornette Coleman (Fort Worth, 9 marzo 1930 – New York, 11 giugno 2015) è stato un sassofonista e compositore statunitense. È considerato il padre del movimento free jazz.

## Biografia

### Inizi
Nato e cresciuto a Fort Worth, in Texas, inizia la carriera in orchestre di rhytm'n'blues ed è presto affascinato dalle linee intricate dei boppers. Cercando un modo per farsi strada fuori dalla sua città natale, nel 1949 accettò un lavoro come sassofonista a New Orleans in uno spettacolo itinerante e in seguito in vari spettacoli di rhythm and blues in giro per il Paese. Dopo un concerto a Baton Rouge, Coleman fu aggredito e il suo sassofono andò distrutto.
Dopo l'incidente, si unì al gruppo di Pee Wee Crayton e partì insieme alla band alla volta di Los Angeles. Durante questo periodo, Coleman fece svariati lavori per sbarcare il lunario, incluso l'ascensorista, continuando comunque a cercare di portare avanti la sua carriera come musicista.
Sin dagli esordi, lo stile musicale e il modo di suonare di Coleman si rivelarono alquanto atipici. Il suo approccio all'armonia e alle progressioni di accordi era anche molto meno rigido rispetto a quello dei jazzisti bebop; traeva interesse principalmente nel suonare quello che sentiva in giro piuttosto che incasellare la sua creatività in strutture armoniche predeterminate.
(Gildo De Stefano)
L'iniziale esiguo numero di fedelissimi conta i conterranei John Carter (clarinetto, sax contralto), Dewey Redman e James Clay (sax tenore), cui si aggiungono Paul Bley, Walter Norris (pianoforte), Bobby Bradford e Don Cherry (tromba), Charlie Haden (contrabbasso), Ed Blackwell e Billy Higgins (batteria).
La carriera di Ornette viene lanciata da John Lewis del Modern Jazz Quartet e dal compositore Gunther Schuller, che lo fanno incidere su etichetta Contemporary insieme a Red Mitchell, Percy Heath e Shelly Manne. Nel 1958, Coleman pubblicò finalmente il suo primo disco per la Contemporary, Something Else!!!!: The Music of Ornette Coleman. Le sessioni in studio comprendevano Don Cherry alla tromba, Billy Higgins alla batteria, Don Payne al contrabbasso e Walter Norris al pianoforte. Le sue composizioni, forti di un senso melodico originale, entrano quasi subito nel repertorio jazz; tra i suoi pezzi più noti ricordiamo Lonely Woman, The Blessing, Turnaround, Rejoicing, Blues Connotation, 911 e Song X; il suo solismo al sax alto, sghembo e di strana intonazione, sempre alla ricerca di una sua propria "voce umana", convince invece meno il pubblico e la critica più tradizionali ma anche molti musicisti suoi contemporanei. Passa all'Atlantic che lo fa collaborare con Eric Dolphy, Freddie Hubbard, Scott LaFaro e Jimmy Garrison. I titoli dei dischi sono slogan programmatici: Something Else!!!!, The Shape of Jazz to Come, Tomorrow Is the Question!, Free Jazz.
Nel 1962 fonda un trio sperimentale con David Izenzon e Charles Moffett; dopo il celebre Town Hall concert, in cui viene anche eseguito il suo primo quartetto d'archi, si ritira dalla scena musicale per tre anni, durante i quali studia la tromba e il violino, che suona con tecniche non ortodosse.
Nel 1966 l'uscita di The Empty Foxhole, con Haden e suo figlio Denardo Coleman (di soli 10 anni), viene accolta con molti dissensi. Gira l'Europa col trio e tornato in America tenta organici diversi. Negli anni settanta fonda anche un gruppo di jazz elettrico, il Prime Time, con esiti artistici discontinui. Collabora con gli etnici Masters of Jujuka e con suonatori sardi di launeddas, oltre che con Jackie McLean (1967), Pat Metheny (1986), Jerry Garcia (1988) e Howard Shore (1991). In all languages (1987) presenta le stesse composizioni suonate dal quartetto classico e poi dal Prime Time. Nel 1990 il Teatro Valli di Reggio Emilia, per la direzione artistica di Filippo Bianchi, gli dedica un festival monografico di tre giorni, nel corso del quale vengono eseguite sue composizioni cameristiche, Skies of America, e si esibiscono i Prime Time e il quartetto con Don Cherry, Charlie Haden e Billy Higgins. Negli anni novanta suona in quartetto con Geri Allen e in duo con Joachim Kuhn, e nel 2000 incontra Lee Konitz sul palcoscenico di Umbria Jazz.
Nel 2003 e nel 2007 torna all'Umbria Jazz con due applauditissimi concerti all'Arena Giuliana.
Il 16 agosto 2007 ha anche aperto, con il suo quartetto, la 27ª edizione del Roccella Jazz Festival.
Il 23 luglio 2010, riceve dal Conservatorio di Musica "Licinio Refice" di Frosinone, un premio di riconoscimento presso Atina Jazz Festival, con l'occasione l'orchestra "Ornette Coleman Tribute" suona per lui una versione di Lonely Woman arrangiata e diretta dal sassofonista Marco Tocilj.

### The Shape of Jazz to Come
Durante il 1959 Coleman stava vivendo un periodo di ferventi attività. Il suo ultimo disco uscito per la Contemporary era stato Tomorrow Is the Question!. La mossa seguente di Coleman fu quella di ingaggiare il contrabbassista Charlie Haden – che si rivelerà nel tempo uno dei suoi più importanti collaboratori – in un gruppo con Haden, Cherry, e Higgins. (Tutti e quattro avevano suonato con Paul Bley l'anno precedente.) Poi, firmò un contratto con la Atlantic Records e pubblicò il seminale The Shape of Jazz to Come. L'album, secondo il critico Steve Huey, è "un evento epocale nella genesi del jazz d'avanguardia, un profondo cambiamento di percorso musicale da parte di Coleman, e un guanto di sfida gettato nell'ambiente jazz che alcuni ancora non sono venuti a raccogliere". Anche se per certi versi, il materiale presente nel disco è ancora basato sugli stilemi del blues e spesso abbastanza melodico, all'epoca le composizioni crearono sconcerto e vennero criticate per l'inusuale struttura armonica e temporale. Alcuni musicisti e parte della critica videro Coleman solo come un provocatore iconoclasta; altri invece, compreso Leonard Bernstein ed il compositore Virgil Thomson, lo proclamarono un genio e un vero innovatore.
Le opinioni comunque, erano le più disparate: Miles Davis dichiarò che Coleman era solo "uno svitato" (anche se poi ritrattò il suo giudizio in seguito), Dizzy Gillespie una sera in un locale si piazzò davanti al quartetto con le braccia conserte e disse: «Ma state facendo sul serio??», e Roy Eldridge affermò: «L'ho ascoltato in tutte le maniere. L'ho ascoltato mentre ero ubriaco e quando ero completamente sobrio. Ho persino suonato con lui. Penso che ci stia solo prendendo in giro tutti».
Parte dell'unicità del sound iniziale di Coleman è da attribuirsi al suo utilizzo di un sassofono in plastica. Aveva comprato il sassofono in plastica a Los Angeles nel 1954 perché non poteva permettersene uno in metallo, sebbene inizialmente non gli piacesse il suono che aveva lo strumento, presto ci si adattò. Coleman affermò in seguito che essendo di plastica, il sax aveva un suono più "secco", senza il caratteristico suono tintinnante del metallo.
In tempi più recenti, Coleman è comunque tornato a suonare un più convenzionale sax in metallo.

### Free Jazz

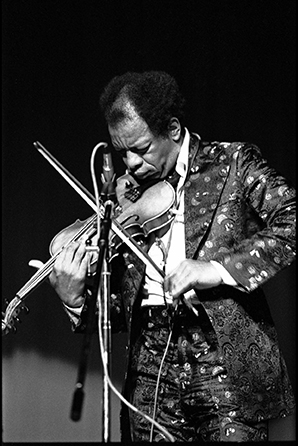
Ornette Coleman (1978)

Nel 1960, Coleman registrò l'album Free Jazz: A Collective Improvisation, che figurava un doppio quartetto jazz, con Cherry e Freddie Hubbard alla tromba, Eric Dolphy al clarinetto basso, Haden e LaFaro al contrabbasso, e sia Higgins che Blackwell alla batteria. il disco fu registrato in formato stereo, con la musica prodotta da ogni quartetto isolata in un canale stereo diverso. Free Jazz fu all'epoca, con i suoi quasi 40 minuti di durata, l'album più lungo di improvvisazioni jazz mai registrato, e divenne subito uno degli album più controversi dell'intera discografia di Coleman. La musica contenuta nel disco è costituita da una serie di brevi accenni melodici intervallati da una cacofonia di fanfare dissonanti e di assoli improvvisati dall'intero ottetto.
Coleman intendeva il termine "Free Jazz" semplicemente come il titolo dell'album, ma la sua crescente reputazione fece diventare il disco un capolavoro di innovazione jazz, e il termine fu utilizzato per definire il nascente stile free jazz, presto considerato un nuovo genere musicale vero e proprio, anche se Coleman non fu mai completamente d'accordo con l'attribuzione del termine che lui considerava "impropria".

### Anni settanta
Dopo il periodo Atlantic, e a partire dall'inizio degli anni settanta, la musica di Coleman divenne maggiormente dura e complessa, in correlazione con il jazz d'avanguardia che aveva contribuito a far nascere con i suoi album precedenti.
Il suo quartetto si sciolse, e Coleman formò un nuovo trio con David Izenzon al basso, e Charles Moffett alla batteria. Coleman iniziò ad ampliare i confini della sua musica, introducendo un accompagnamento d'archi (anche se ben diversamente da come era accaduto in Parker With Strings di Charlie Parker), ed iniziando lui stesso a suonare la tromba e il violino.
Tra il 1965 e il 1967, Coleman firmò per la Blue Note Records e pubblicò varie registrazioni per l'etichetta a partire dall'influente album At the Golden Circle Stockholm.

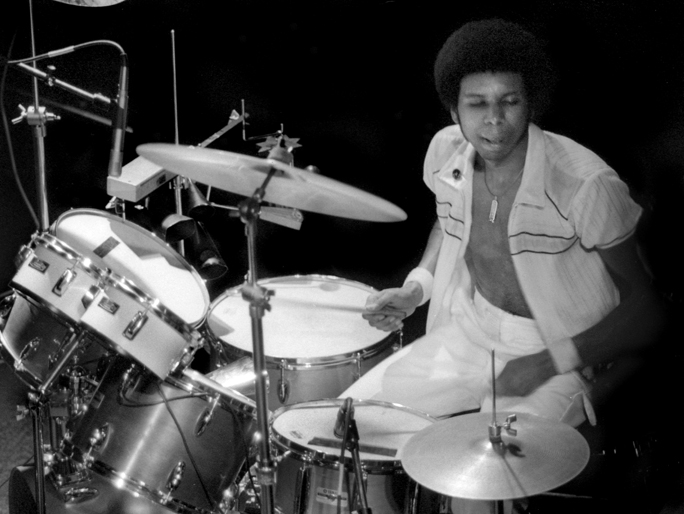
Denardo Coleman nel 1981

Nel 1966, Coleman venne aspramente criticato per aver registrato The Empty Foxhole in trio con Haden, e il figlioletto Denardo Coleman – che all'epoca aveva solo dieci anni. Alcuni videro la cosa come un meschino mezzo utilizzato per farsi pubblicità da parte di Coleman, e giudicarono la mossa come un passo falso. Altri, invece, notarono che nonostante la giovane età, Denardo aveva studiato per diversi anni la batteria, e che la sua tecnica, anche se ancora acerba, era di tutto rispetto ed entusiasticamente orientata verso batteristi free jazz come Sunny Murray piuttosto che al tradizionale drumming bebop. Denardo, successivamente è diventato un musicista rispettato e rinomato, e ha suonato con il padre sin dalla fine degli anni settanta.
In seguito Coleman formò un altro quartetto (composto questa volta da Haden, Jimmy Garrison e Elvin Jones), e successivamente Dewey Redman al sax, continuando le sue sperimentazioni in campo sonoro.
Nel 1969, Coleman fu introdotto nella Jazz Hall of Fame della rinomata rivista di settore Down Beat.

### Carriera successiva
Ad un certo punto della sua carriera, Coleman, come Miles Davis prima di lui, si diede al "jazz elettrico". Album come Virgin Beauty e Of Human Feelings utilizzano ritmi rock e funk, qualche volta denominati "free funk". Se da un lato, tutto ciò può sembrare un semplice adeguamento di Coleman alla moda dell'epoca per il jazz rock, è bene far presente che comunque Coleman mantenne la sua originalità artistica all'interno del movimento. Le chitarre elettriche hanno il sopravvento sul sound generale, ma la musica, nel suo nucleo, era più simile ai suoi primi lavori che agli altri dischi di fusion che circolavano ai tempi. Queste performance posseggono le medesime "melodie angolari" e le simultanee improvvisazioni collettive, che Joe Zawinul definiva "nessuno fa assoli, tutti fanno assoli allo stesso momento" e che Coleman stesso chiamava armolodia.
Qualche critico ha ipotizzato che il frequente utilizzo da parte di Coleman del termine da lui coniato armolodia, sia semplicemente un espediente per gettare fumo negli occhi dei critici occupati a cercare di decifrare i suoi poco ortodossi metodi compositivi.
Jerry Garcia suonò la chitarra in tre tracce dell'album di Coleman Virgin Beauty del 1988 (Three Wishes, Singing In The Shower, e Desert Players). Coleman si unì sul palco ai Grateful Dead per ben due volte durante il 1993, suonando in loro brani come The Other One, Wharf Rat, Stella Blue, e nella cover di Bobby Bland Turn On Your Lovelight. Altra inattesa collaborazione fu quella con il chitarrista Pat Metheny, con il quale Coleman registrò l'album Song X (1985); che anche se venne pubblicato solo a nome di Metheny, contiene importanti contributi compositivi da parte di Coleman.
Nel 1991, Coleman suonò nella colonna sonora del film Il pasto nudo di David Cronenberg; l'orchestra era diretta da Howard Shore. L'album è notevole tra le altre cose per la peculiarità di includere una delle rare occasioni in cui Coleman si cimenti nell'interpretare uno standard jazz: nello specifico la composizione intitolata Misterioso di Thelonious Monk. Due registrazioni di Coleman del 1972, Happy House e Foreigner in a Free Land sono poi state usate dal regista Gus Van Sant per il suo Scoprendo Forrester del 1995.
La metà degli anni novanta fu un periodo di gran lavoro per Coleman: pubblicò quattro album tra il 1995 e il 1996, e per la prima volta dopo molti anni, ricominciò a lavorare con dei pianisti (Geri Allen e Joachim Kühn).
Coleman ha raramente collaborato o suonato in dischi di altri musicisti. Le poche eccezioni includono estese performance in un album di Jackie McLean nel 1967 (New and Old Gospel, nel quale suona la tromba), e in un disco di James Blood Ulmer nel 1978, un cameo in Plastic Ono Band di Yōko Ono (1970), in Renaissance Man di Jamaaladeen Tacuma (1983), Scar di Joe Henry (2001) e The Raven di Lou Reed (2003).
Nel settembre 2006 Coleman ha pubblicato un album live intitolato Sound Grammar con il suo nuovo quartetto (Denardo alla batteria e due contrabbassisti, Gregory Cohen e Tony Falanga). Si tratta del primo album di nuovo materiale in 10 anni, ed è stato registrato in Germania nel 2005. Il disco ha vinto nel 2007 il Premio Pulitzer per la musica.

### Morte
È morto l'11 giugno 2015 a Manhattan all'età di 85 anni a causa di un arresto cardiaco.
Il suo funerale fu un evento della durata di tre ore nel quale si avvicendarono performance e discorsi da parte di suoi amici e collaboratori.

## Discografia

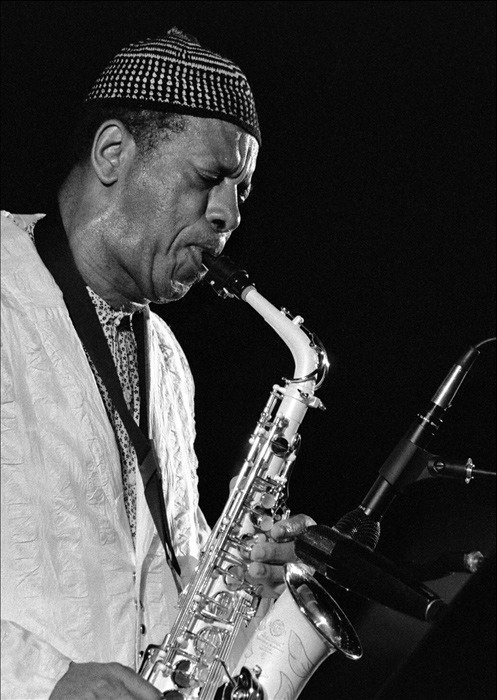
Ornette Coleman in concerto (1994)

### Come leader
- 1958 - Something Else!!!! - Contemporary
- 1958 - Coleman Classics Vol. 1 - I.A.I.
- 1959 - Tomorrow Is the Question! - Contemporary
- 1959 - The Shape of Jazz to Come - Atlantic
- 1960 - Change of the Century - Atlantic
- 1960 - This Is Our Music - Atlantic
- 1960 - Free Jazz: A Collective Improvisation By The Ornette Coleman Double Quartett - Atlantic
- 1961 - Ornette! - Atlantic
- 1961 - Ornette on Tenor- Atlantic
- 1961 - The Art of the Improvisers - Atlantic
- 1961 - Twins - Atlantic
- 1961 - To Whom Who Keeps A Record - Atlantic
- 1960-61 - Beauty Is a Rare Thing (6CD) - Atlantic. (Ristampa in  6 cd dell'integrale delle matrici incise per l'Atlantic con diversi inediti, i 9 album usciti in precedenza e  John Lewis, Jazz Abstractions)
- 1962 - Town Hall, 1962 - ESP Disk
- 1965 - Chappaqua Suite - Columbia
- 1965 - An Evening with Ornette Coleman
- 1965 - The Paris Concert '65 - Magnetic
- 1965 - Live at the Tivoli - Magnetic
- 1965 - At the "Golden Circle" Vol. 1 & 2 - Blue Note
- 1966 - Who's Crazy Vol. 1 & 2
- 1966 - Lonely Woman Trio '66 - BEAT 1
- 1966 - The Empty Foxhole - Blue Note
- 1966 - Ornette Coleman Trio - Vap
- 1967 - The Music of Ornette Coleman. Forms & Sounds - RCA Victor
- 1968 - The Unprecedented Music of Ornette Coleman (1968)
- 1968 - Live in Milano (1968)
- 1968 - New York Is Now  - Blue Note
- 1968 - Love Call  - Blue Note
- 1969 - Ornette at 12 - Impulse!
- 1969 - Crisis - Impulse!
- 1969 - Man on the Moon/Growing Up
- Friends and Neighbors (1970)
- Science Fiction (1971)
- European Concert (1971)
- The Belgrade Concert (1971)
- Skies of America (1972)
- J for Jazz Presents O.C. Broadcasts (1972)
- To Whom Who Keeps a Record (1975)
- Dancing in Your Head (1976)
- Soapsuds, Soapsuds (1977)
- Body Meta (1978)
- Of Human Feelings (1982)
- Broken Shadows (1982)
- Opening the Caravan of Dreams (1983)
- Prime Time/Time Design (1983)
- Song X (1986) - in collaborazione con Pat Metheny
- In All Languages (1987)
- Live at Jazzbuehne Berlin (1988)
- Virgin Beauty (1988)
- Naked Lunch (1991)
- Tone Dialing (1995)
- Sound Museum: Hidden Man (1996)
- Sound Museum: Three Women (1996)
- Colors: Live from Leipzig (1997)
- Sound Grammar (2006)
- Croydon Concert (2008)
- Live in Paris 1971 (2008)
- The 1987 Hamburg Concert (2011)

### Come sideman
Con John Lewis
- John Lewis Presents Jazz Abstractions (1960)

Con Jackie McLean
- New and Old Gospel

Con Paul Bley
- Live at the Hillcrest Club (1958)
- Complete Live at the Hillcrest Club (2007)

Con Yōko Ono
- Yoko Ono/Plastic Ono Band (1970)

Con James Blood Ulmer
- Tales of Captain Black (1978)

Con Jamaaladeen Tacuma
- Renaissance Man (1984)

Con Joe Henry
- Scar (2001)

Con Lou Reed
- The Raven (2003)

## Filmografia

### Colonne sonore
- Chappaqua Suite (1965) - non utilizzata nel film Chappaqua
- Who's Crazy Vol. 1 & 2 (1965)
- Il pasto nudo (Naked Lunch), regia di David Cronenberg (1991)

### Attore
- Chappaqua, regia di Conrad Rooks (1966)